# Rýdlova vila (Dobruška)
Rýdlova vila či vila U Rýdlů (původně známá jako tabáková vila) je přízemní jednopatrová vila s mansardou na ulici Novoměstská (čp. 187, za rodným domkem F. V. Heka) v městě Dobruška. Jedná se o významné dílo moderní městské architektury v duchu lidových motivů národního slohu, které bylo projektováno slavným českým architektem Janem Kotěrou v období zárodků První republiky. Jedná se o jednu z nejvýznamnějších památek města a zároveň vila představuje pozoruhodnou stavbu tohoto typu v rámci celého Královéhradeckého kraje (okresu Rychnov nad Kněžnou). Vila nese jméno po svém investorovi a prvnímu majiteli Václavu Rýdlovi mladšímu.
Od roku 1992 je vila chráněna jako kulturní památka a náleží do Městské památkové zóny Dobruška. Od roku 2018 tvoří jednu z pěti stálých expozic Vlastivědného muzea Dobruška (v prvním poschodí je umístěna expozice Vojenská geografie).

## Historie a pozadí výstavby
Rýdlova vila stojí na původní lokalitě Novoměstského předměstí v těsné blízkosti Brtevského potoka, kde se nacházel přízemní dům, který pocházel patrně z období po velkém požáru města roku 1806. Tento dřevěný či zděný domek byl odkoupen Václavem Rýdlem mladším (1873–1937), synem dobrušského hoteliéra a obchodníka. V roce 1908 převzal po otci živnost i s původním proslulým kupeckým měšťanským domem F. V. Heka na nynějším náměstí F. L. Věka (čp. 17, zvaný též jako hotel u Rýdlů, zakoupený již roku 1880). V letech 1917–1918 nechal Rýdl tento dům secesně upravit a přestavět (navýšit o podlaží) pod vedením architekta Jana Kotěry. Pamětní deska nad vchodem je taktéž jeho dílem a připomíná Hekovo nesmazatelné působení v Dobrušce.
Prostředníkem stavby vily se stal místní rodák, syn starosty a významný nakladatel Jan Laichter (Rýdlova manželka Anna byla za svobodna Laichterová, neboť byla sestra Laichtera), který byl dobrým přítelem architekta Kotěry. Anna Rýdlová tedy pozvala profesora Kotěru do Dobrušky. Projektový plán návrhu vily jako nahrazení dřívějšího stavení byl dokončen v lednu roku 1918. Samotná rozsáhlá výstavba probíhala v letech 1918–1919, což připomíná i záklopové prkno s nápisem. Vila byla pro svůj charakteristický vzhled nazývána měšťany jako tzv. tabáková vila. Budovu doplňovala venkovní terasa s působivou oplocenou zahradou propojenou pěšinkami.

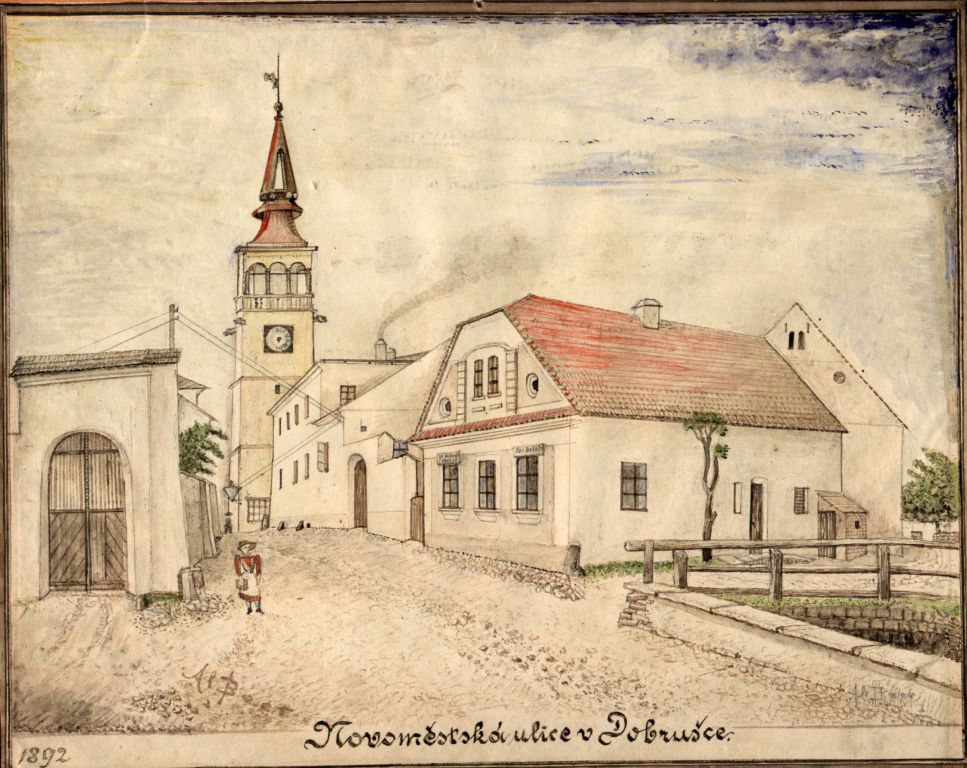
Pohled na Novoměstskou ulici zachycenou písmákem Aloisem Beerem (1892)

Vila sloužila výhradně jako pohodlné moderní zázemí rodiny Rýdlových do roku 1937, kdy zemřel iniciátor její výstavby. V mezidobí do roku 1955, kdy zemřela i manželka Anna Rýdlová, bylo přízemí využíváno jako četnický byt. Následně byla polovina vily v majetku rodiny Pešarových. Po koupi vily Městským národním výborem v 70. letech v ní od roku 1985 sídlil Klub důchodců (pozdější Klub seniorů).

## Architektura a interiér

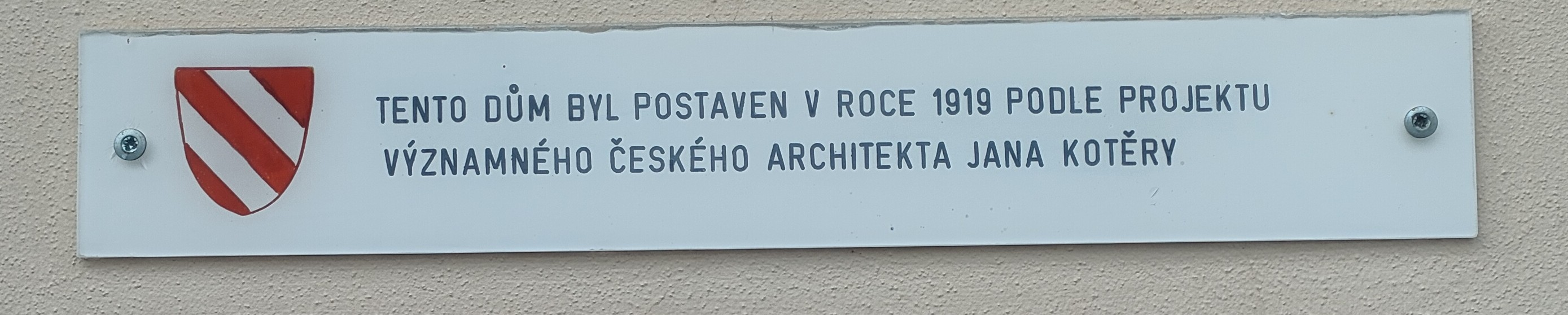
Informační cedulka na Rýdlově vile v Dobrušce s odkazem na výstavbu domu Janem Kotěrou

Prvky lidové architektury a přírodní motivy jsou převzatou inspirací jako u dobrušského hotelu na náměstí (čp. 17) či vily v blízké Solnici i s odkazem na architekta Dušana Jurkoviče. Přízemní dobře dochovaná vila, která dosahuje mimořádných architektonických kvalit, je postavena v národním slohu v duchu lidového novoklasicismu s nepřehlédnutelnými secesními prvky.
Stavba obdélného půdorysu je koncipovaná jako prostor pro funkční moderní bydlení z počátku 20. století doplněné o historizující prvky v interiéru i exteriéru. Jedná se o bohaté folklorní malby a ornamenty jihoevropského charakteru, stylizované komíny, korouhev s makovicí, stylový balkon nesený krakorci s vyřezávaným dřevěným zábradlím pod štítem jižního průčelí, špaletová okna či zejména samotné pojetí místnosti v podobě staročeské světnice s kachlovými kamny. Vchod je navržen jako zdobný portál ve stylu moravského žudru.

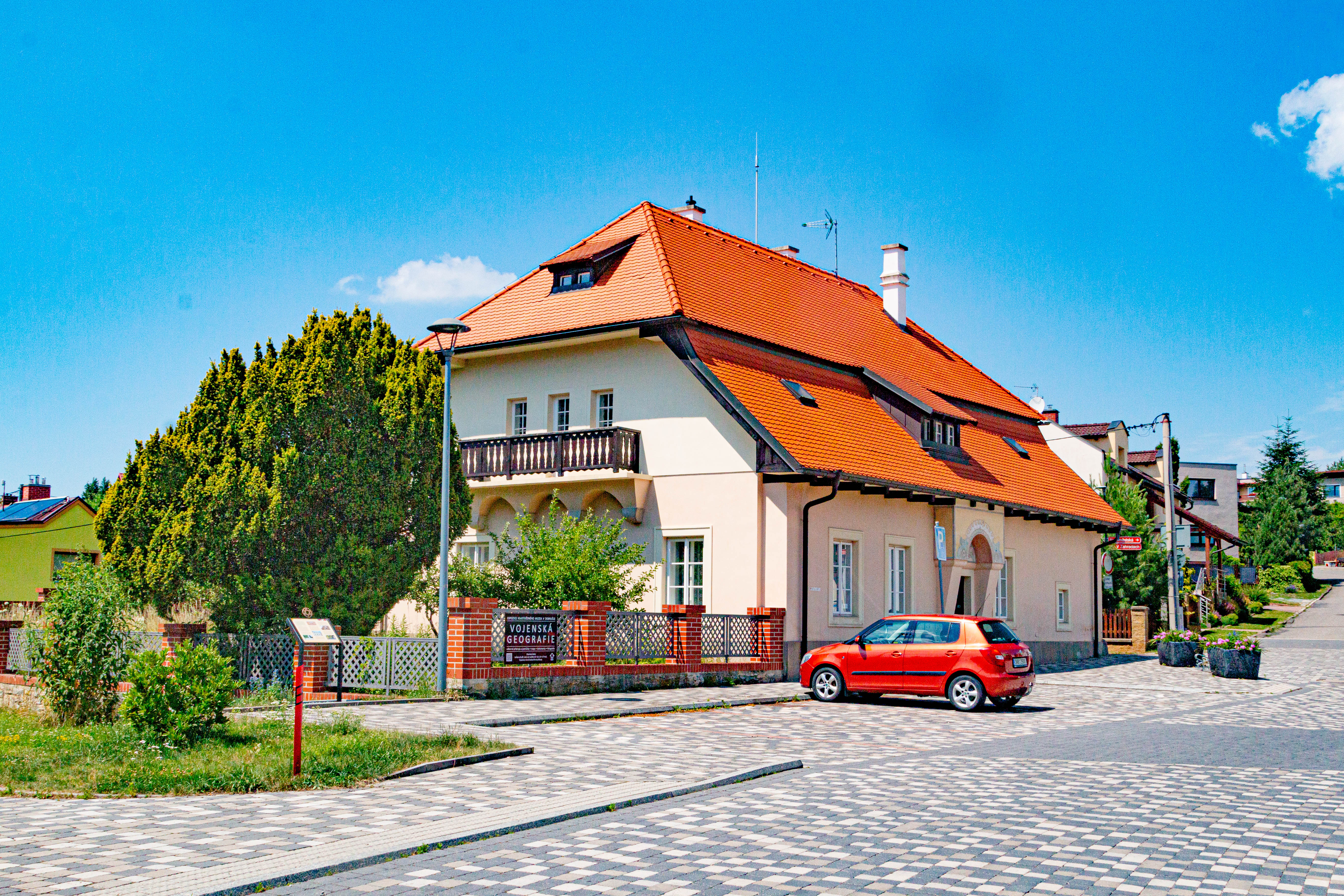
Celkový pohled na Novoměstskou ulici s Rýdlovou vilou

Vilu taktéž zdobí pultové vikýře a zejména pak dvojice záklopových prken s nápisy, které jsou umístěné na severním a jižním štítovém průčelí. Znění na jižní straně připomíná dobu výstavby vily: „V porobě počat – ve svobodě kryt, do volné vlasti zvedám nový štít 1918–1919.“ Severní štít má pak znění: „Co si přeji sám, jiným podávám: mír a pokoj mně, mír a pokoj vám.“ Západní průčelí je vůbec nejvýraznějším rizalitem z hlediska neobvyklé orientace jídelny s lodžií (podepření dvěma masivními sloupy) směrem k zahradě. Také lodžie je doplněna malovaným nápisem: „Jak mne tu vidíte, jsem český domov prostý, ten-li snad hledáte, jste vítaní mí hosté.“ Vilu doplňuje i dobová kůlna a průjezd.

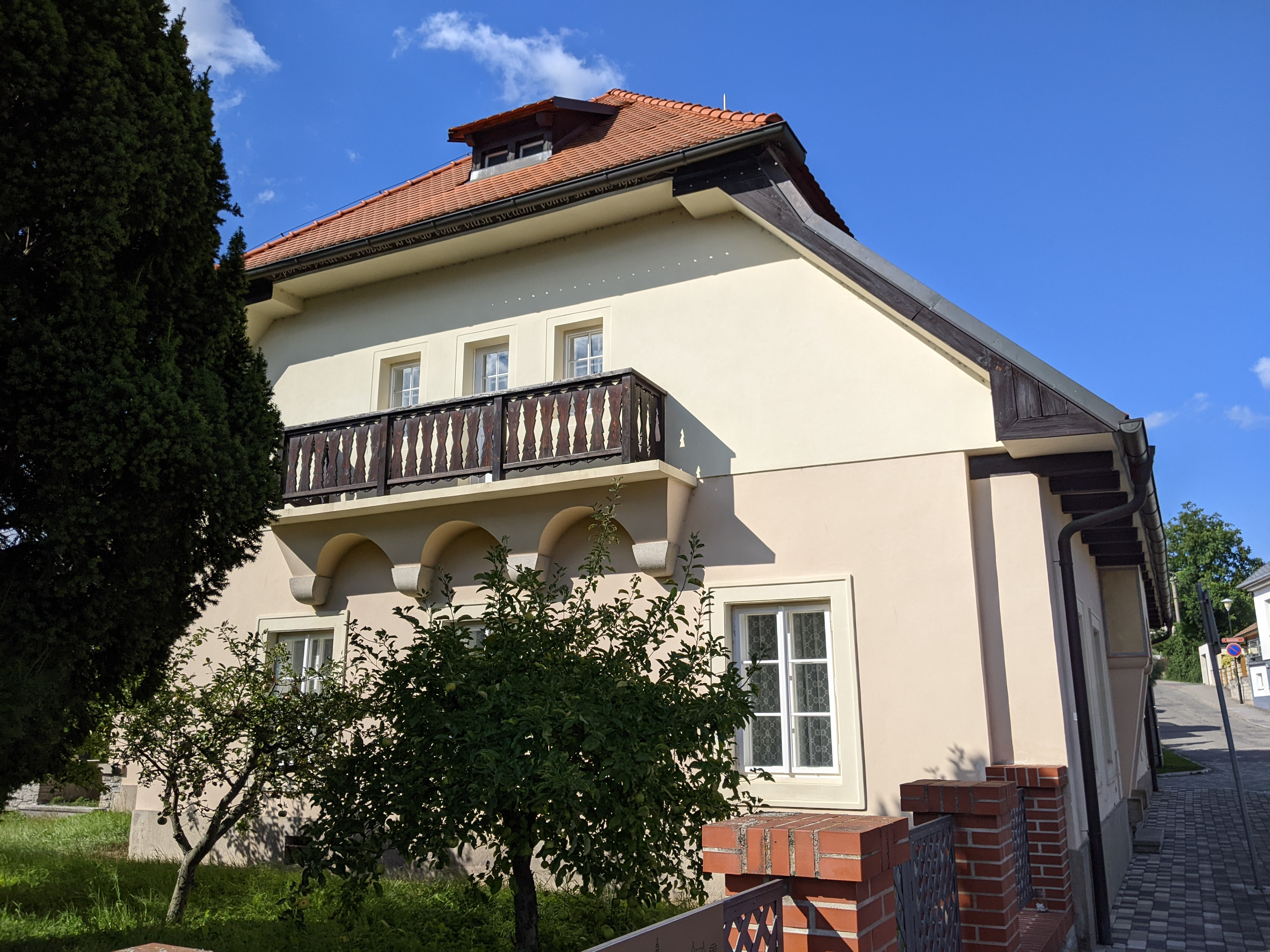
Rýdlova vila, čp. 187
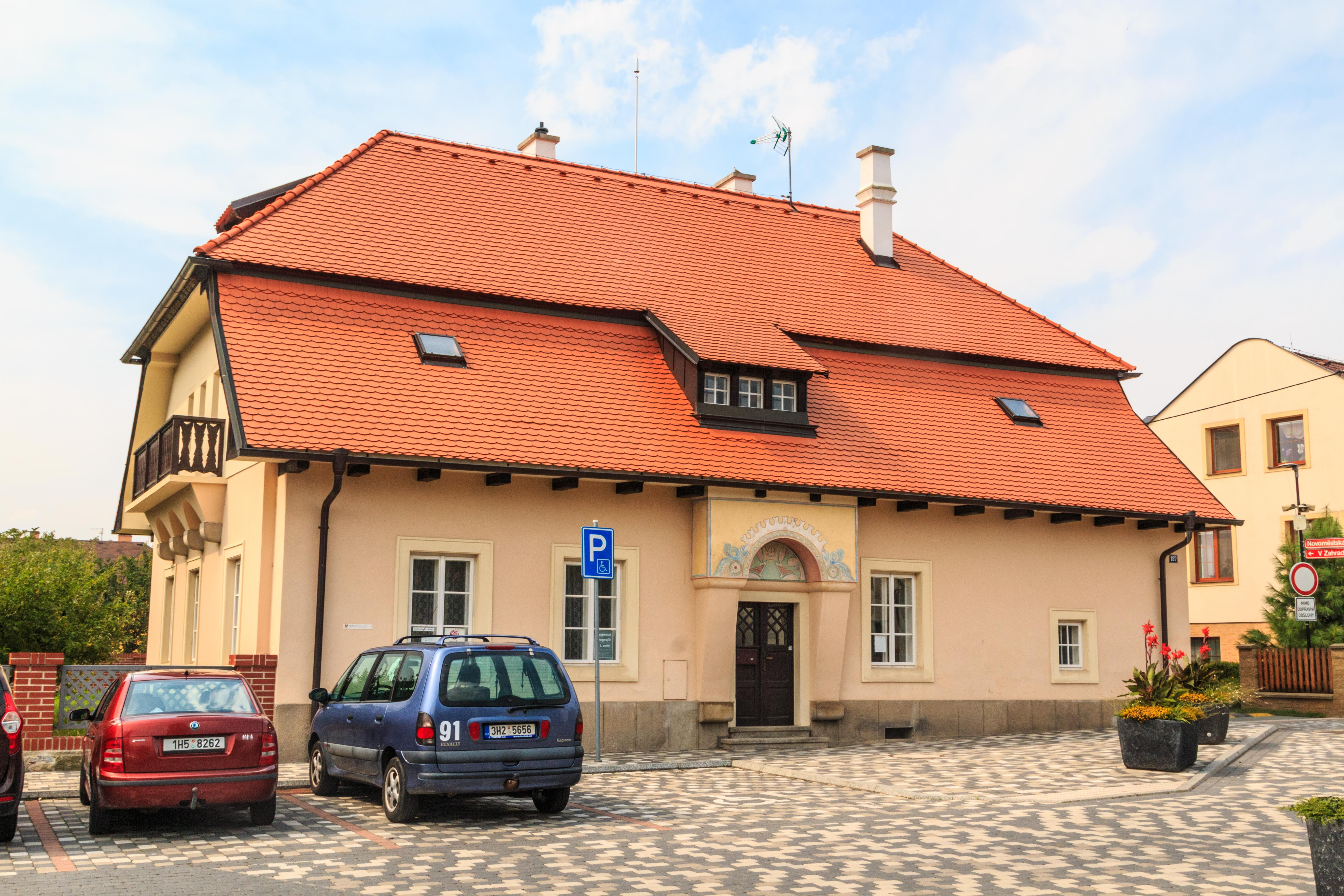
Celkový pohled na Rýdlovu vilu od ulice Novoměstská se vstupem
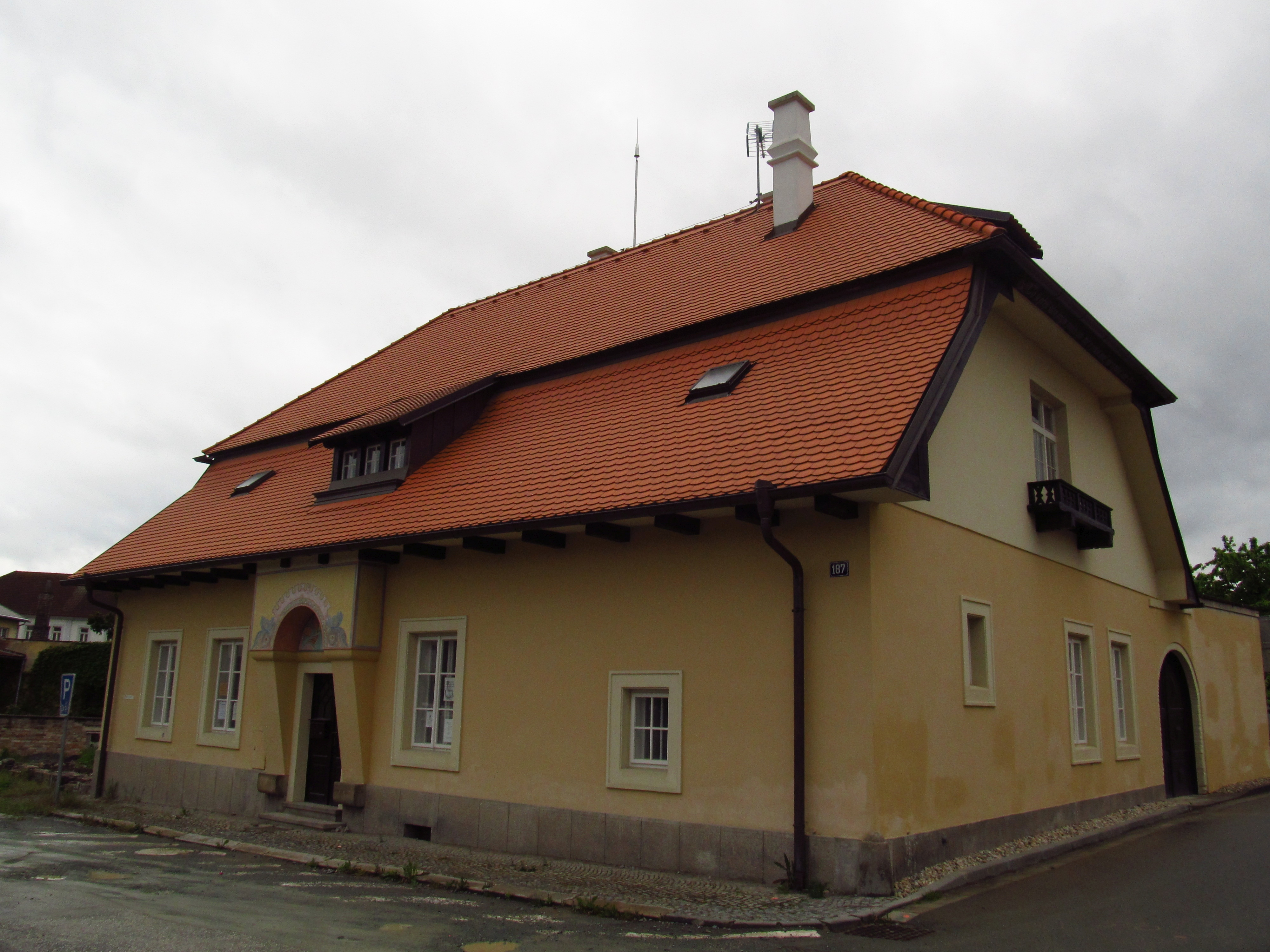
Vila u Rýdlů během rekonstrukce v letech 2010–2014
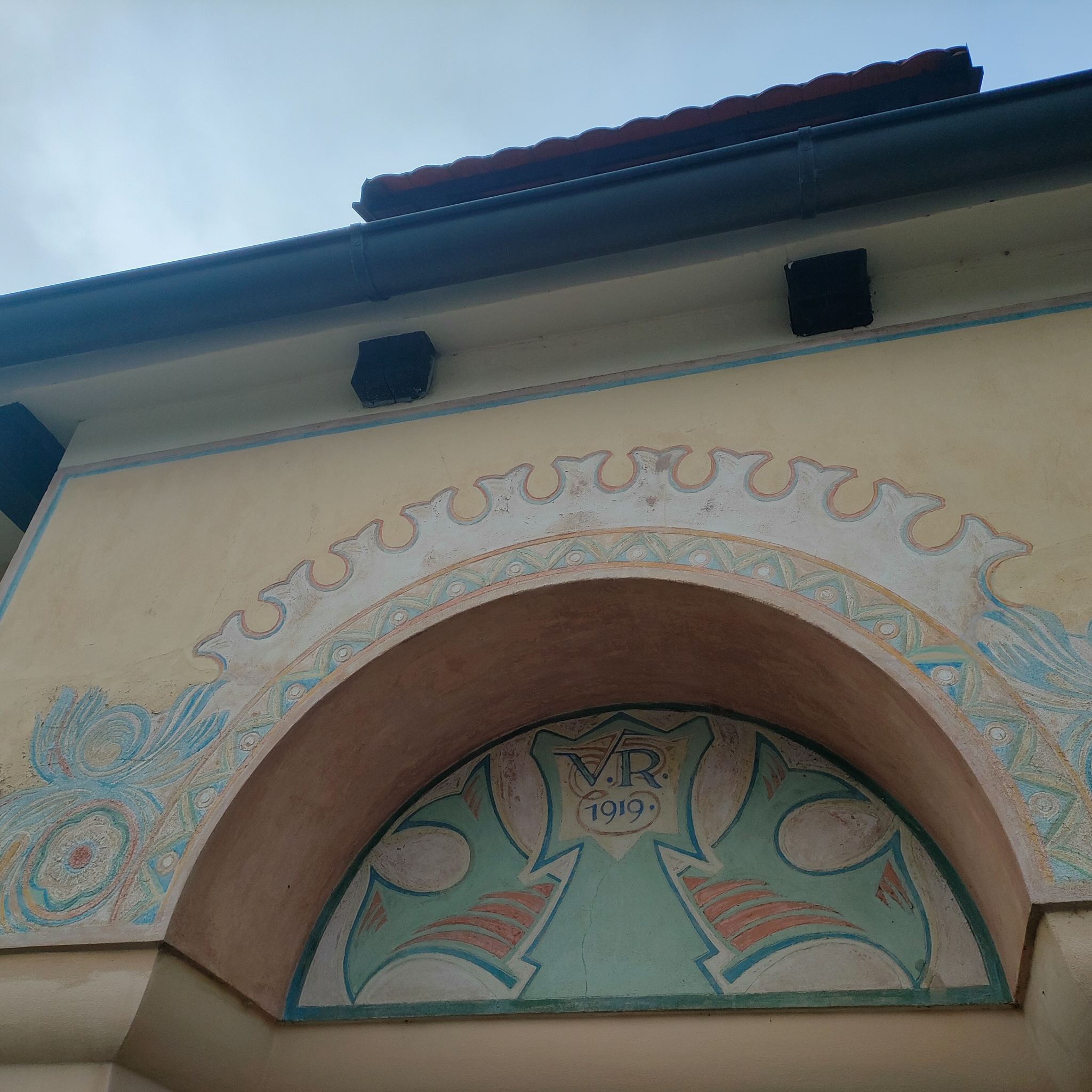
Datace u vstupu do Rýdlovy vily s ornamenty
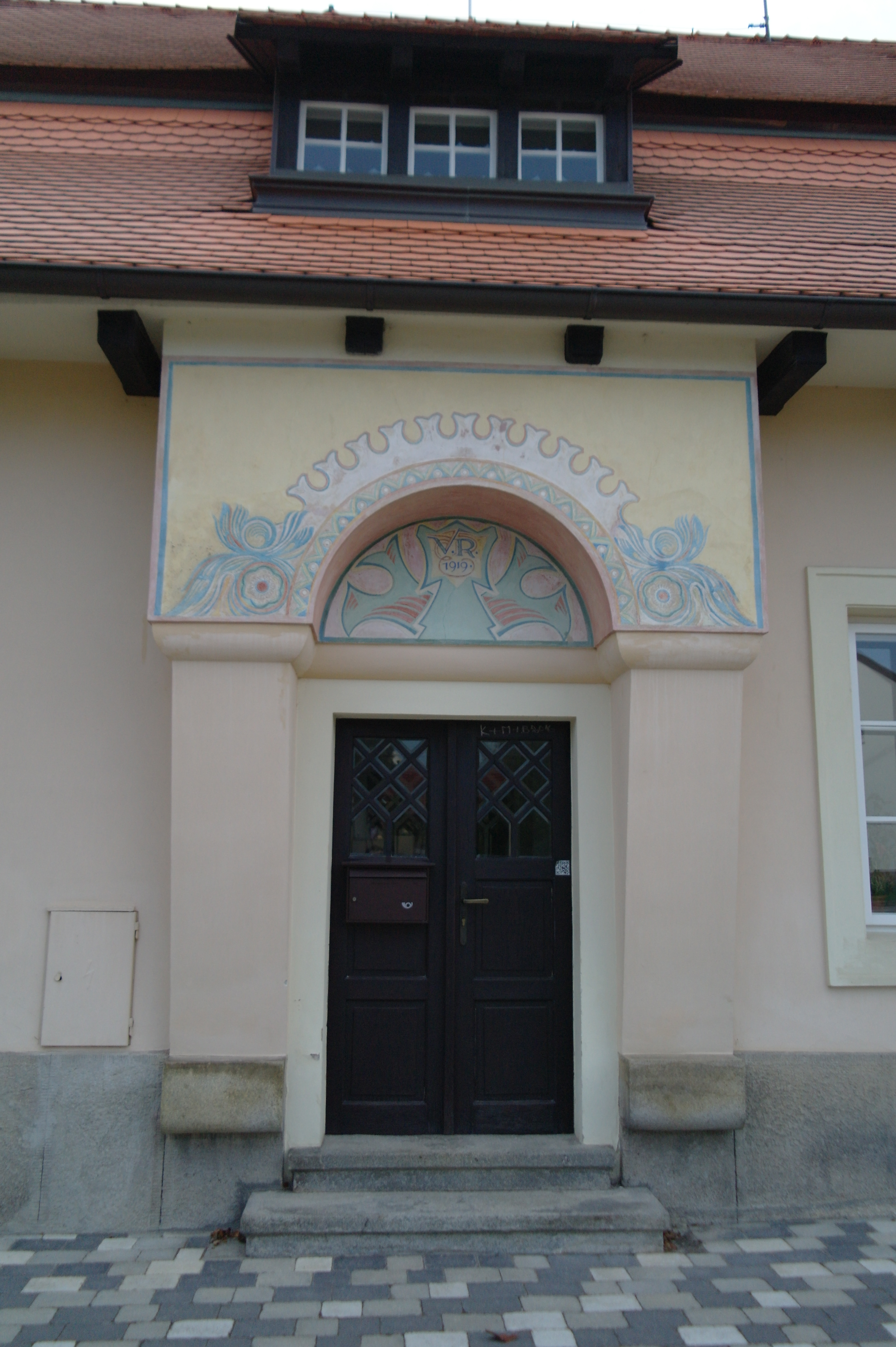
Zdobný portál Rýdlovy vily ve tvaru žudru
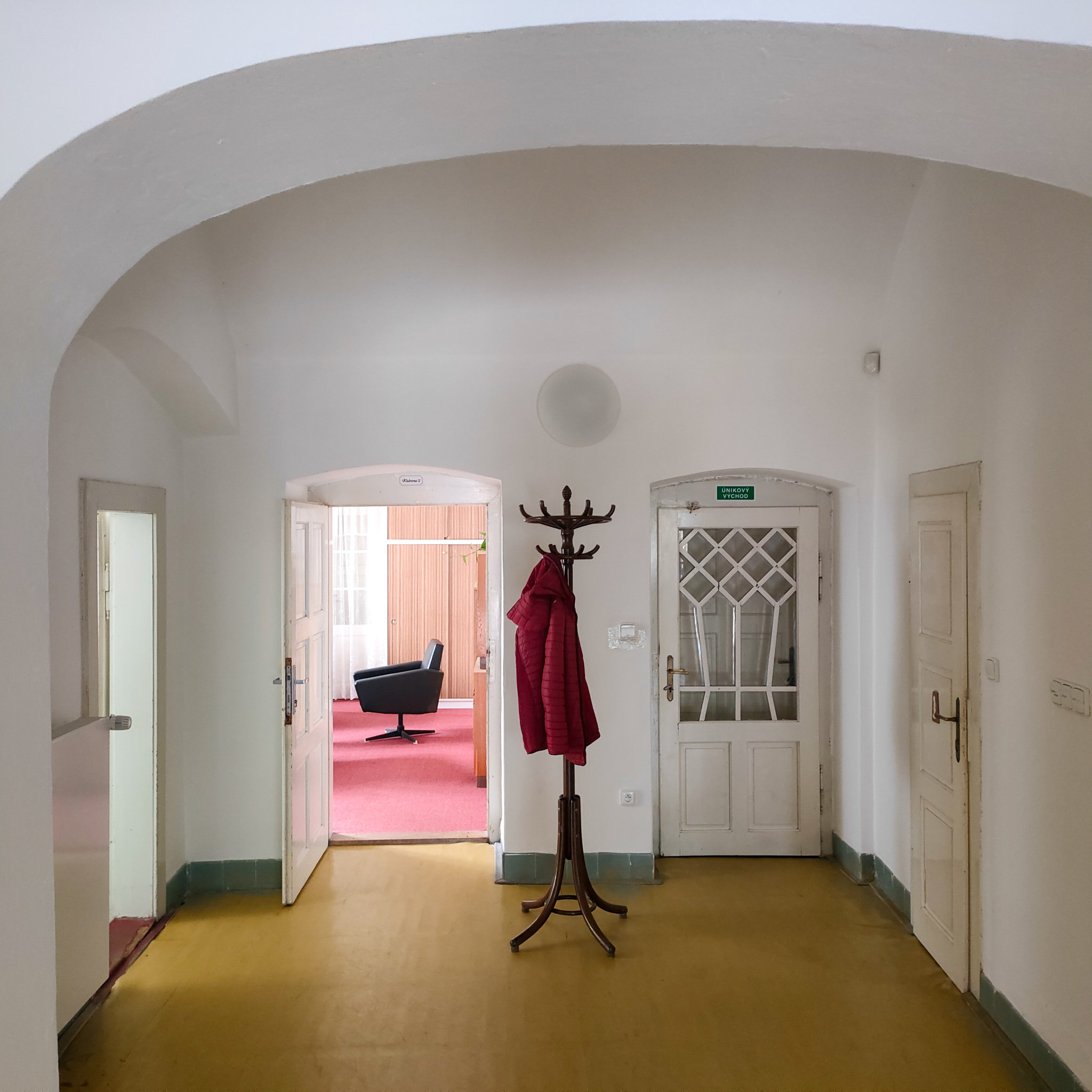
Interiér Rýdlovy vily v přízemí
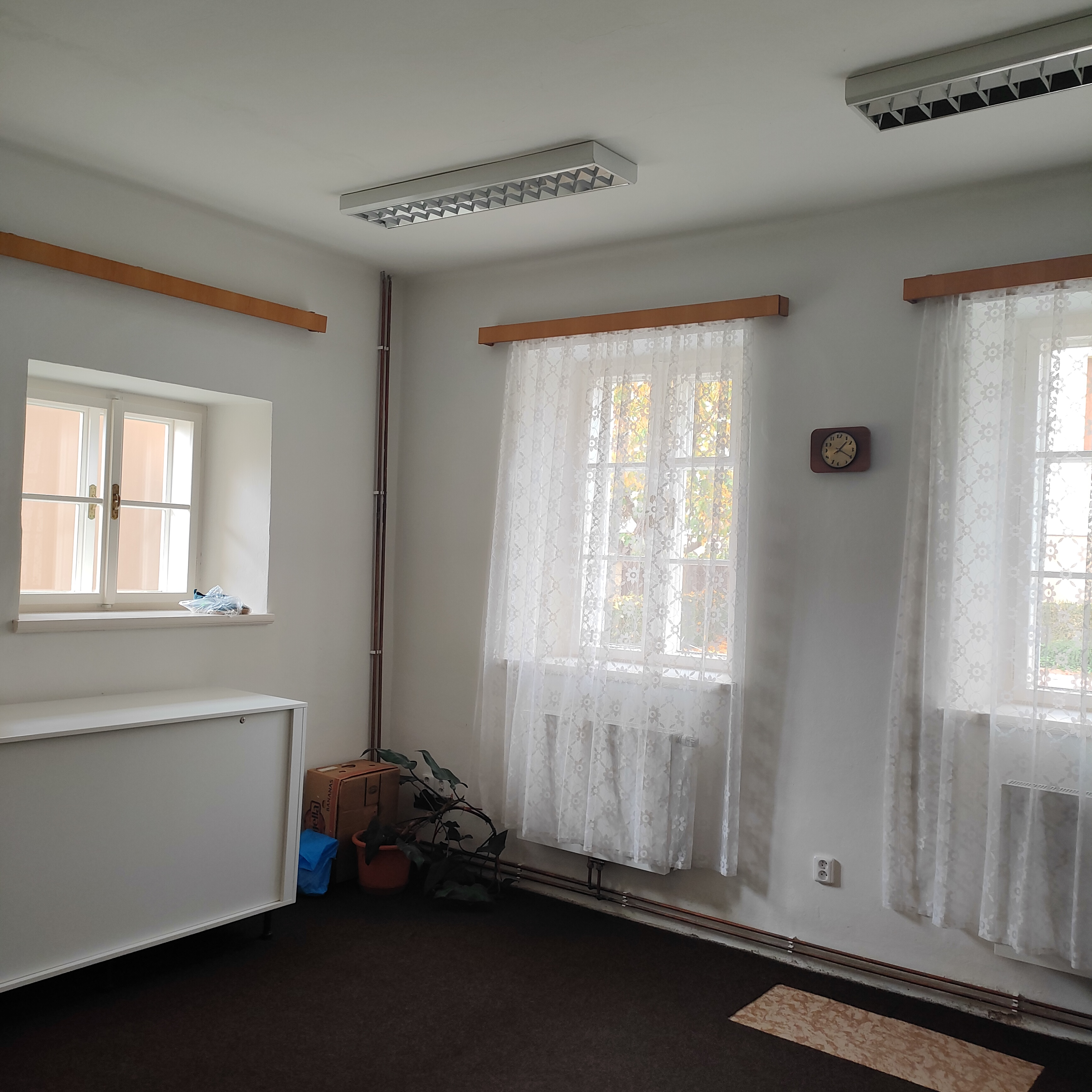
Interiér Rýdlovy vily (přízemí se spolkovou základnou)

## Současnost a úpravy

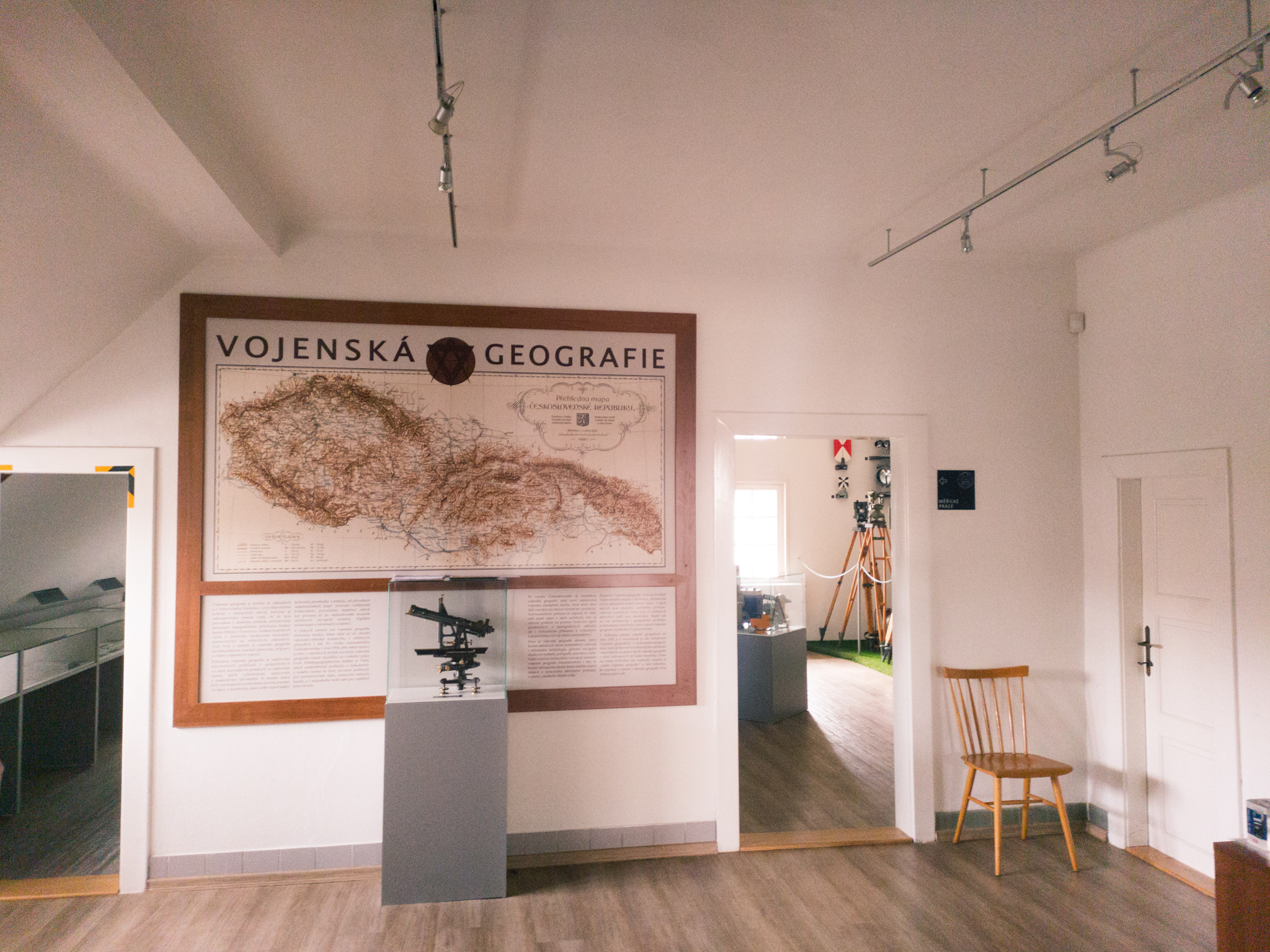
Rýdlova vila – pohled na expozici Vojenské geografie

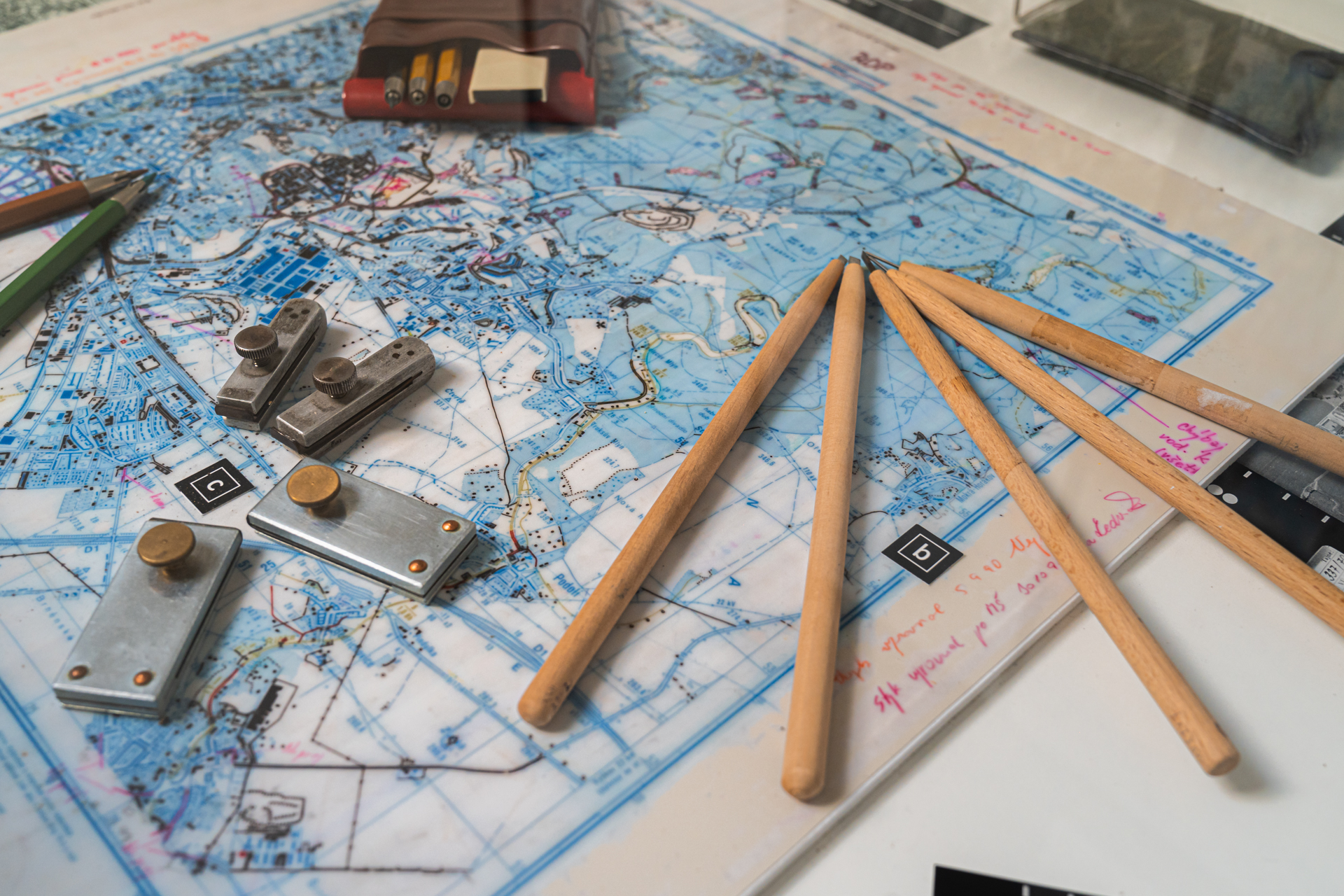
Expozice Vojenská geografie v Rýdlově vile v Dobrušce

Vila je ve vlastnictví města Dobrušky (Kulturní zařízení města Dobrušky), které pronajímá přízemí ke kulturním účelům za symbolickou částku. Správu zařízení po náročné rekonstrukci má od roku 2013 na starost Vlastivědné muzeum Dobruška. Využití našlo po nabídce muzea především ze strany zájmových spolků, nekatolických církví a především Klubu seniorů. Zázemí je doplněno velkou a malou klubovnou a vytváří tak komunitní centrum (spolkový dům).
Pokládka a výměna materiálů v rámci konstrukce byla provedena roku 2007. Vila byla pak  celkově opravena a zrekonstruována v letech 2010–2014, kdy proběhla kompletní obnova krovu střechy, dále oken, fasády a sklepních prostor. Proběhla taktéž restaurace maleb a nápisů, stejně jako rehabilitace přilehlého zahradního prostoru. Přístup k vile od ulice Novoměstská byl doplněn o nové chodníky a vozovky během roku 2014, stejný rok přibyla i nová pergola v místech původní.
V roce 2018 při příležitosti 100. výročí založení Geografické služby vznikla ve spolupráci s Vojenským geografickým a hydrometeorologickým úřadem v Dobrušce stálá expozice vlastivědného muzea s názvem Vojenská geografie v prvním poschodí. Muzeum prostory vily dříve využívalo pro krátkodobé výstavy.